# سکورکوف (ناحیه ملادا بولسلاف)
سکورکوف (به چکی: Skorkov) یک منطقهٔ مسکونی در جمهوری چک است که در ناحیه ملادا بولسلاو واقع شده‌است. سکورکوف ۱۶٫۶۱ کیلومتر مربع مساحت و ۵۱۵ نفر جمعیت دارد و ۱۸۹ متر بالاتر از سطح دریا واقع شده‌است.